# تونگیپارا
تونگیپارا (به لاتین: Tungipara) یک منطقهٔ مسکونی در بنگلادش است که در ناحیه گوپال‌گنج واقع شده‌است. تونگیپارا ۱۲۷٫۲۵ کیلومتر مربع مساحت و ۸۸٬۱۰۲ نفر جمعیت دارد.